# Legata a un granello di sabbia/Ridi, ridi
Legata a un granello di sabbia/Ridi, ridi è un singolo di Nico Fidenco del 1961. Fu pubblicato su etichetta RCA Italiana e raggiunse il primo posto delle classifiche nel giugno 1961 permanendovi per 14,5 settimane; fu  il primo singolo italiano a raggiungere il milione di copie vendute.

## Tracce
1. Legata a un granello di sabbia – 4:07 (N. Fidenco - G. Marchetti)
2. Ridi, ridi – 2:32 (A. Aloisi - N. Fideco)

## I brani

### Legata a un granello di sabbia
Legata a un granello di sabbia è un brano scritto da Nico Fidenco e Gianni Marchetti. Il brano è stato incluso nell'album di debutto eponimo di Fidenco, nel 1961.
Del brano è stata fatta anche una versione in inglese intitolata A Little Grain of Sand ed incisa su 45 giri dallo stesso Nico Fidenco.
Sempre nel 1961, il brano è stato inciso anche da John Foster, in un singolo che conteneva nel lato A Nell'ombra.. Vari artisti hanno successivamente inciso una cover del brano.
Il brano era stato proposto alla commissione esaminatrice del Festival di Sanremo 1961, che ha scelto di non ammetterlo alla gara, in quanto ha ritenuto che le caratteristiche del brano non collimavano con quelle che avevano reso popolare la manifestazione canora.
In seguito Fidenco era tornato nello studio di registrazione e, sotto la guida di Vincenzo Micocci, aveva inciso tre versioni, fra le quali è stata scelta per il disco quella registrata per prima.
Il brano è stato quindi messo in commercio in vista della stagione estiva, inaugurando così il cosiddetto "filone estivo" italiano.
Nel 1968, Nico Fidenco ripresentò il brano nell'edizione di quell'anno di Canzonissima.

#### Significato del testo e musica
(Legata a un granello di sabbia (1961))
Si tratta di una canzone d'amore: un uomo sente che la donna che ama gli sta sfuggendo (anche se è convinto che nella solitudine, impaurita dal buio, lei tornerà ad invocare il suo nome) e la vorrebbe trattenere legandola alla sabbia.
Dal punto di vista musicale, si inserisce nel brano, oltre alla voce di Fidenco, anche un coro sinfonico. Le voci sono poi accompagnate da archi, chitarre, pianoforte e celesta.
Il brano è arrangiato da Luis Bacalov.
La durata del brano è superiore ai 4 minuti.

#### Cover
Tra gli artisti che hanno inciso una cover del brano, figurano (in ordine alfabetico):
- Tony Campello (1963) (in portoghese, col titolo Presa a um grãozinho de areia)[5], inserita nell'album Não te esqueças de mim, direttore d'orchestra Waldomiro Lemke (Odeon, MOFB - 3287)
- Bruna Lelli (1979), nell'album Bruna Lelli, (Pathos, MC7 1339), con l'orchestra di Ettore Ballotta
- Gino Marinacci Orchestra (1962), (RCA Italiana, PMD 31-319)
- Gianni Morandi (1978), nell'album Old Parade Morandi (RCA Italiana, PL31415)
- Franco Moreno (1990), nell'album Anni sessanta: Canzoni d'amore (Visco Disc, LP 70145)
- Fausto Papetti (versione strumentale contenuta nel 45 giri Legata a un granello di sabbia/Tu che mi hai preso il cuor del 1961) ed inserita nell'album Sax alto e ritmi dello stesso anno
- Rita Pavone con Victor e il suo V Sound (1975) nell'album Rita per tutti! (RCA Italiana, TPL1 1164), uscito anche in Spagna ed Uruguay nell'album Rita en discoteca! (Ariola, 88.893-1), in Ecuador nel 1976 (Ariola, 820051) ed in Brasile nell'album Amore scusami del 1977 (Ariola, 104.8030)
- Joseph Polk (in inglese, col titolo A little grain of sand), versi di Jessie Saclo, arrangiamenti e direzione d'orchestra Pablo Vergara
- Cliff Richard (1965) nell'album Per un bacio d'amor (Columbia Records, QPX 8081) uscito in Italia e When in Rome) con l'orchestra di Norrie Paramor (Columbia Records, 33SX 1762), pubblicato nel Regno Unito, Sud Africa, Nuova Zelanda e Giappone
- Antonella Ruggiero nell'album Big Band! del 2005 (Libera, 300693 7)[1]
- Santarosa nell'album Elisir '60 del 1985 (Duck Record, G.D.M.C. 007)
- Los Santos (nell'album Los Santos) con il titolo Ligada a un granito de arena, testo di Villa -Sadaic, (Music Hall, 12238) con l'orchestra di Dan Marinelli
- Roberto Tardito (2025), come singolo appendice dell'album I.

## Staff artistico
- Nico Fidenco - voce principale
- Coro della RCA[6]
- Orchestra di Luis Enríquez[6]

## Classifiche
| Classifica | Posizione massima | Nr. di settimane |
| ---------- | ----------------- | ---------------- |
| Italia     | 1                 | 14               |